# 杜生 (唐朝)
杜生（?—?），唐朝许州（今河南省许昌市）人。
他善于用《易经》占卜。有人逃亡了奴仆问他到哪里去追，他说：“从这里发出，遇到使者，向他恳求要他的马鞭。如果他不给，就以情相告。”这个人果然在路上遇上了使者，于是向他要马鞭，使者诧之，说：“没有马鞭，我无法催马，你可以折下道傍的草给我代替马鞭。”这个人去折草，见逃亡的奴仆藏在那里，将他抓获。后来又有人逃亡了奴仆，杜生让他拿着五百钱在道边等着，见进贡鹞鸟的使者，就买一只，就能找到奴仆。使者到来后，这个人以情相告，使者给他一只，忽然飞起落到灌木丛上，他过去发现了逃亡的奴仆。众人以杜生为神算。